# أشكان (غوهران)
أشكان (بالفارسية: اشکان) هي مستوطنة تقع في إيران في قسم غوهران الريفي. يقدر عدد سكانها بـ 223 نسمة .